# Bankalachi
Bankalachi (pl. Bangeklachi; Toloim), maleno šošonsko pleme s gornjeg toka Deer Creeka koje utječe u jezero Tulare u Kaliforniji. Ime Bankalachi dali su im susjedni Yokuti, dok su sami sebe nazivali Toloim. 
Bankalachi čine jedno od tri glavnih autonomnih skupina Tübatulabal Indijanaca i imali su nekoliko sela blizu današnjeg Kernvillea, koja su osnovali među plemenima Yokuts. Po govoru su pripadali šošonskoj skupini, ali su mnogi bili bilingualni jer su se ženili s plemenima Kumachisi, Yaudanchi, Bokninuwad, Paleuyami i drugim Yokutima, s kojima su na kraju izgubili identitet.
Kao pleme danas više ne postoje. Njihova posljednja punokrvna pripadnica bila je Lash-Yeh (od Amerikanaca nazivana Louise Francisco) koja je umrla sredinom 1960.-te u dubokoj starosti od blizu 100 godina. Lash-Yeh se rodila oko 1865. i govorila je sedam različitih jezika. 

## Vanjske poveznice
- Bankalachi Indian Tribe History
- Kern River Valley Indian Community  Arhivirana inačica izvorne stranice od 21. prosinca 2007. (Wayback Machine)